# Estonia na Mistrzostwach Świata w Lekkoatletyce 2022
Estonia na Mistrzostwach Świata w Lekkoatletyce 2022 – reprezentacja Estonii podczas mistrzostw świata w Eugene liczyła 5 zawodników występujących w 3 konkurencjach.

## Skład reprezentacji

### Kobiety
| Zawodniczka  | Konkurencja | Kwalifikacje | Kwalifikacje | Finał | Finał   | Źródło      |
| Zawodniczka  | Konkurencja | Wynik        | Pozycja      | Wynik | Pozycja | Źródło      |
| ------------ | ----------- | ------------ | ------------ | ----- | ------- | ----------- |
| Karmen Bruus | skok wzwyż  | 1,93         | 6. q         | 1,96  | 7.      | [ 1 ] [ 2 ] |

### Mężczyźni
| Zawodnik    | Konkurencja                | Eliminacje | Eliminacje | Półfinał | Półfinał | Finał | Finał   | Źródło            |
| Zawodnik    | Konkurencja                | Wynik      | Pozycja    | Wynik    | Pozycja  | Wynik | Pozycja | Źródło            |
| ----------- | -------------------------- | ---------- | ---------- | -------- | -------- | ----- | ------- | ----------------- |
| Rasmus Mägi | bieg na 400 m przez płotki | 48,78      | 2. Q       | 48,40    | 6. q     | 48,92 | 8.      | [ 3 ] [ 4 ] [ 5 ] |

Dziesięciobój
| Zawodnik      | Konkurencja | 100 m | SD   | PK    | SW   | 400 m | 110 m ppł | RD    | ST   | RO    | 1500 m  | Wynik | Pozycja | Źródło |
| ------------- | ----------- | ----- | ---- | ----- | ---- | ----- | --------- | ----- | ---- | ----- | ------- | ----- | ------- | ------ |
| Johannes Erm  | Rezultat    | 10,94 | 7,37 | 15,01 | 1,93 | 47,02 | 14,38     | 44,18 | 4,70 | 56,87 | 4:25,08 | 8227  | 9.      | [ 6 ]  |
| Johannes Erm  | Punkty      | 874   | 903  | 790   | 740  | 957   | 926       | 750   | 819  | 691   | 777     | 8227  | 9.      | [ 6 ]  |
| Janek Õiglane | Rezultat    | 11,12 | 7,26 | 14,83 | 2,05 | 49,16 | 14,69     | 30,49 | DNS  | DNS   | DNS     | DNF   | DNF     | [ 6 ]  |
| Janek Õiglane | Punkty      | 834   | 876  | 779   | 850  | 854   | 887       | 474   | DNS  | DNS   | DNS     | DNF   | DNF     | [ 6 ]  |
| Maicel Uibo   | Rezultat    | 11,14 | 7,32 | 15,17 | 2,11 | 50,38 | 14,49     | 46,52 | 5,30 | 63,54 | 4:37,58 | 8425  | 7.      | [ 6 ]  |
| Maicel Uibo   | Punkty      | 830   | 891  | 800   | 906  | 797   | 912       | 798   | 1004 | 791   | 696     | 8425  | 7.      | [ 6 ]  |